# Lista de ferrovias da República Popular da China
Esta é uma lista de companhias ferroviárias da República Popular da China.

## Mapa ferroviário

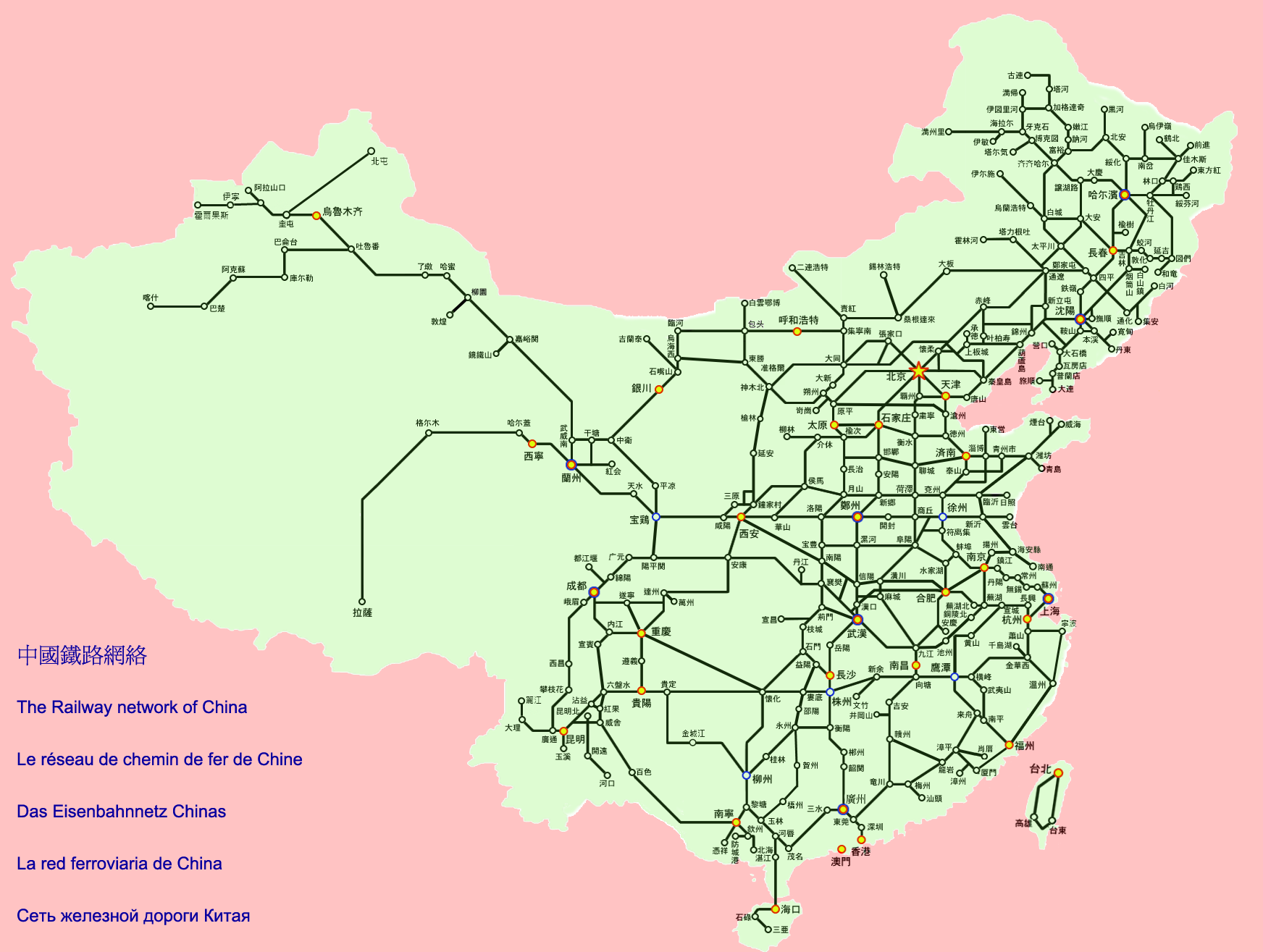
O mapa da rede ferroviária da China, exceto a malha da Qingzang Railway

## Sentido norte-sul

### Corredor Pequim-Harbin

#### Linhas principais
- Jingqin Railway; Beijing-Qinhuangdao 京秦线
- Jingshan Railway; Beijing-Shanhaiguan 京山线
- Shenshan Railway; Shenyang-Shanhaiguan 沈山线
- Qinshen Passenger Railway; Qinhuangdao-Shenyang 秦沈客运专线
- Changda Railway; Changchun-Dalian 长大线
- Changbin Railway; Changchun-Harbin 长滨线
- Binzhou Railway; Harbin-Manzhouli 滨洲线

In passenger rail service, Beijing-Shanhaiguan Railway, Shenyang-Shanhaiguan Railway, Changchun-Dalian Railway, Changchun-Shenyang Portion and Changchun-Harbin Railway are collectively called Jingha Railway (Beijing-Harbin).

#### Linhas secundárias e linhas ramificadas
(Only those with passenger rail service are listed. The same for the rest of the article)
- Beijing-Tongliao Railway 京通线
- Beijing-Chengde Railway 京承线
- Chengde-Longhua Railway 承隆线
- Jinzhou-Chengde Railway 锦承线
- Weizhangzi-Tashan Railway 魏塔线
- Jining-Tongliao Railway 集通线
- Yeboshou-Chifeng Railway 叶赤线
- Jinzhou-Nanpiao Railway 南票线
- Yixian-Xinlitun Railway 新义线
- Gaotaishan-Xinlitun Railway 高新线
- Goubangzi-Tangwangshan Railway 沟海线
- Yingkou-Dashiqiao Railway 营口线
- Zhoushuizi-Lushun Railway 旅顺线
- Jinzhou-Chengzidan Railway 金城线
- Chengzidan-Zhuanghe Railway 城庄线

### Corredor costeiro
- Changchun-Dalian Railway, Shenyang-Dalian Portion 长大线沈大段
- Yantai-Dalian Railway Ferry 烟大铁路轮渡
- Lancun-Yantai Railway 蓝烟线
- Jiaozhou-Xinyi Railway 胶新线
- Xinyi-Changxing Railway 新长线
- Xuancheng-Hangzhou Railway, Hangzhou-Changxing Portion 宣杭线杭长段
- Xiaoshan-Ningbo Railway 萧甬线
- Ningbo-Taizhou-Wenzhou Railway 甬台温线 (Under construction)
- Wenzhou-Fuzhou Railway 温福线 (Under construction)
- Fuzhou-Xiamen Railway 福厦线 (Not constructed yet)
- Yingtan-Xiamen Railway, Zhangping-Xiamen Portion 鹰厦线漳厦段
- Zhangping-Longyan Railway 漳龙线
- Meizhou-Kanshi Railway 梅坎线
- Guangzhou-Meizhou-Shantou Railway 广梅汕线
- Meilong Railway 梅隆线
- Guangzhou-Sanshui Railway 广三线
- Sanshui-Maoming Railway 三茂线
- Hechun-Maoming Railway 河茂线
- Litang-Zhanjiang Railway 黎湛线

### Corredor Pequim-Shanghai
- Beijing-Shanhaiguan Railway, Beijing-Tianjin Portion 京山线京津段
- Tianjin-Pukou Railway 津浦线
- Shanghai-Nanjing Railway 沪宁线
- Beijing-Shanghai Express Railway 京沪高速铁路 (Not constructed yet. Under controversy)

Beijing-Shanhaiguan Railway, Beijing-tianjin Portion, Tianjin-Pukou Railway and Shanghai-Nanjing Railway are collectively called Beijing-Shanghai Railway in passenger rail service.

### Corredor Pequim-Kowloon
- Beijing-Kowloon Railway 京九线 / 京九鐵路

Beijing-Kowloon Railway uses the same line as Guangzhou-Meizhou-Shantou Railway between Longchuan and Dongguan. It also uses the same line as Kowloon-Canton Railway (Guangshen between Dongguan and Kowloon.

### Corredor Pequim-Guangzhou
- Beijing-Guangzhou Railway 京广线

### Corredor Datong-Zhanjiang
- North Datong-Fenglingdu Railway 北同蒲线
- Taiyuan-Jiaozuo Railway 太焦线
- Jiaozuo-Liuzhou Railway 焦柳线
- Shimenxian-Changsha Railway 石长线
- Hengyang-Pingxiang Railway 湘桂线
- Guangdong-Hainan Railway 粤海铁路

### Sentidos Lanzhou-Liuzhou
- Baoji-Chengdu Railway 宝成铁路
- Chengdu-Kunming Railway 成昆铁路

### Kowloon-Canton Railway
- Guangzhou-Shenzhen Railway 广深铁路
- KCR East Rail 九廣東鐵

## Sentidos Leste-Oeste

### Sentidos Pequim-Lhasa
- Fengtai-Shacheng Railway 丰沙铁路
- Beijing-Baotou Railway 京包铁路
- Baotou Railway 包兰铁路
- Qinghai-Tibet Railway 青藏铁路

### Ferrovias da Ponte Transcontinental
- Longhai Railway 陇海铁路
- Lanzhou-Xinjiang Railway 兰新铁路
- Northern Xinjing Railway 北疆铁路
- Northern Xinjing Railway 南疆铁路

### Ferrovias costeiras
Norte:
- Nanjing-Xi'an Railway 宁西铁路
- Nanjing-Qidong 宁启铁路

Sul:
- Wuchang-Jiujiang Railway 武九铁路
- Naijing-Wuhu Railway 宁芜铁路

### Sentidos Shanghai-Kunming
- Shanghai-Hangzhou Railway 沪杭铁路
- Zhejiang-Hunan Railway 浙赣铁路
- Hunan-Guizhou 湘黔铁路
- Guiyang-Kunming Railway 贵昆铁路

### Ferrovias do sudoeste conectando-se com a costa
- Nanning-Kunming Railway 南昆铁路
- Guangdong-Hainan Railway 粤海铁路